# スタジオぴえろ
株式会社スタジオぴえろ（英: Studio Pierrot Co.,Ltd.）は、日本のアニメ制作会社。日本動画協会正会員。

## 歴史
1977年4月、アニメーター・演出家の布川郁司が朋映、虫プロダクション、タツノコプロを経て、上梨満雄やときたひろこらと共に演出家のグループとして発足。吉祥寺のマンションで活動を開始した。社名の由来について、布川が幼少期に山王祭りで見たサーカス集団が印象に残っていたことから社名をぴえろにしたという。
『みつばちマーヤの冒険』などを手がけた後、学習研究社からの依頼で、『ニルスのふしぎな旅』を制作するため1979年にアニメの制作スタジオとなり、株式会社に改組。「株式会社スタジオぴえろ」を設立して三鷹市にスタジオを構える。当初は『ニルスのふしぎな旅』を作るためだけに設立されたスタジオで、布川、上梨の他、竜の子プロダクションの演出スタッフであった経歴を持つ鳥海永行、案納正美、高橋資祐、押井守らが参加した。人脈的には同プロダクションの流れにあるスタジオである。また、演出家が集まって作られたため、演出家の力が強いことも当初の特徴の一つであった。制作にあたっても設立当初はスケジュールに余裕をもって良質な作品を作る制作環境であったという。
『ニルスのふしぎな旅』以降もテレビシリーズを制作。設立当初は学習研究社からの発注される仕事が多かった。1984年5月、版権管理事業を行う組織として「株式会社ぴえろプロジェクト」を設立した。これは請負による制作だけでは十分な利益が得られなかったことによるものである。また本体と別会社にしたのは、当時のアニメーション業界では制作会社が作品に対して権利を持ち、商品化を行うことに対する偏見があったためであったという。
1981年から放送されたキティ・フィルム製作の『うる星やつら』のアニメーション制作を担い一世を風靡。1983年に始まる自社オリジナルシリーズの「ぴえろ魔法少女シリーズ」では制作会社から出資も行なう製作会社へと転換を図って、ぴえろのブランドを認知させるとともにこのシリーズから広告代理店の読売広告社と組むこととなる。1983年には世界初のオリジナルビデオアニメ（OVA）作品とも言われる『ダロス』を制作して、アニメ史に名を残した。テレビアニメでは『うる星やつら』以降、フジテレビ系列で放送された作品を多く手がけ、1987年の『きまぐれオレンジ☆ロード』に始まる同社の『週刊少年ジャンプ』原作作品のアニメ化路線は1992年の『幽☆遊☆白書』で視聴率的にも成功を収める結果となり、以後も数多く手掛けることとなった。同じく1987年の『あんみつ姫』からは商品化権の窓口業務を始めるようになる。
1987年にはぴえろ作品の海外リリースを手がけていた企画製作会社のオリエンタル・シネ・サービスと共同でビデオ販売会社の株式会社エスピーオー（Sales company of Pierrot and Oriental Service）を設立。OVA『ハーバーライト物語』など当時のぴえろ作品のビデオは同社を通じてリリースされた。
2002年、「株式会社スタジオぴえろ」と「株式会社ぴえろプロジェクト」の両社を合併し、社名を「株式会社ぴえろ」に変更。2004年から、制作ブランド名として「studioぴえろ」の名称を使用している。
2008年、ぴえろ作品をグロス請けしてきたスタジオ旗艦をグループ会社とする。翌年のスタジオ移転を機に社名を「株式会社ぴえろプラス」に改称。2019年には更に「株式会社スタジオ サインポスト」に改め、ぴえろでプロデューサーを務めた萩野賢が代表取締役に就任した。
2012年、動画・仕上を行っていた福岡分室が閉室。同年7月、長年に渡って代表取締役社長であった布川郁司が代表取締役会長に就任し、専務取締役を務めた本間道幸が代表取締役社長に就任した。その後、布川は代表権の無い取締役最高顧問に就任した。
2020年4月25日、映像作品のゲーム化やグッズ・イベント展開の拡大を目的にKLabと資本業務提携を締結。
同年、第14回声優アワードで、特別賞（ぴえろ40周年）を受賞。
2024年7月6日、アニメーション制作の新ブランドとして「PIERROT FILMS」を設立。従来の「studioぴえろ」ブランドと並行して使用する。
同年7月31日、本間道幸が代表権のない取締役会長に就任し、取締役営業統括を務めた上田憲伯が代表取締役社長、専務取締役を務めた逸見圭朗が代表権を持つ代表取締役専務に就任した。
同年8月、韓国のアニメーション制作会社Red Dog Culture Houseと世界市場を視野に入れたアニメーションの共同製作および出資に関する業務提携契約を締結。同年10月11日、高品質な作品を安定的に制作できる体制の強化を進めることを目的に旭プロダクションと業務提携契約を締結。
2025年4月18日、従来の連携をより一層強固なものとし、密接なパートナーシップを構築することを目的に旭プロダクションと資本業務提携を締結。
同年8月1日、商号を「株式会社ぴえろ」から創業時のブランドである「株式会社スタジオぴえろ」へ変更。

## 作品

### テレビアニメ
| 開始年 | 放送期間          | タイトル                                            | 監督                                               | アニメーション プロデューサー       | 備考                            |
| ------ | ----------------- | --------------------------------------------------- | -------------------------------------------------- | ----------------------------------- | ------------------------------- |
| 1980年 | 1月 - 1981年3月   | ニルスのふしぎな旅                                  | 鳥海永行                                           | N/A                                 |                                 |
| 1981年 | 10月 - 1984年10月 | うる星やつら                                        | 押井守                                             | 布川ゆうじ                          | 第129話まで制作                 |
| 1981年 | 10月 - 1983年10月 | まいっちんぐマチコ先生                              | 案納正美                                           | N/A                                 |                                 |
| 1982年 | 6月 - 1983年6月   | 太陽の子エステバン                                  | 鳥海永行                                           | N/A                                 |                                 |
| 1983年 | 4月 - 1984年3月   | スプーンおばさん                                    | 早川啓二                                           | 伏川政明                            |                                 |
| 1983年 | 7月 - 1984年6月   | 魔法の天使クリィミーマミ                            | 小林治                                             | 伏川政明                            |                                 |
| 1984年 | 4月 - 9月         | チックンタックン                                    | 早川啓二 案納正美                                  | N/A                                 |                                 |
| 1984年 | 7月 - 1985年5月   | 魔法の妖精ペルシャ                                  | 安濃高志                                           | 伏川政明                            |                                 |
| 1984年 | 10月 - 1985年9月  | 星銃士ビスマルク                                    | 案納正美                                           | 光森裕子                            |                                 |
| 1985年 | 6月 - 1986年2月   | 魔法のスターマジカルエミ                            | 安濃高志                                           | N/A                                 |                                 |
| 1985年 | 10月 - 1986年7月  | 忍者戦士飛影                                        | 案納正美（総）                                     | 伏川政明 鈴木義瀧                   |                                 |
| 1986年 | 3月 - 8月         | 魔法のアイドルパステルユーミ                        | 鴫野彰                                             | 鈴木義瀧                            |                                 |
| 1986年 | 10月 - 1987年9月  | あんみつ姫                                          | 案納正美（総）                                     | 鈴木義瀧                            | 企画協力：竜の子プロダクション  |
| 1986年 | 10月 - 1987年3月  | がんばれ!キッカーズ                                 | 鴫野彰（総）                                       | N/A                                 |                                 |
| 1987年 | 4月 - 1988年3月   | きまぐれオレンジ☆ロード                             | 小林治                                             | 深草礼子                            |                                 |
| 1987年 | 10月 - 1988年10月 | のらくろクン                                        | 案納正美（総）                                     | 鈴木義瀧                            |                                 |
| 1988年 | 2月 - 1989年12月  | おそ松くん（第2作）                                 | 鴫野彰                                             | N/A                                 |                                 |
| 1988年 | 3月 - 9月         | 燃える!お兄さん                                     | 小林治                                             | 深草礼子                            |                                 |
| 1989年 | 10月 - 1990年7月  | まじかるハット                                      | 鴫野彰                                             | 鈴木重裕                            |                                 |
| 1990年 | 1月 - 12月        | 平成天才バカボン                                    | 笹川ひろし                                         | N/A                                 |                                 |
| 1990年 | 3月21日           | 雲のように風のように                                | 鳥海永行（総）                                     | 鈴木義瀧                            |                                 |
| 1990年 | 10月 - 1991年3月  | 江戸っ子ボーイ がってん太助                         | もりたけし                                         | 深草礼子                            |                                 |
| 1990年 | 10月 - 1991年9月  | からくり剣豪伝ムサシロード                          | 鴫野彰                                             | 鈴木重裕                            |                                 |
| 1991年 | 1月 - 10月        | おれは直角                                          | 案納正美                                           | 萩野賢 阪口和久                     |                                 |
| 1991年 | 4月 - 1992年4月   | ちいさなおばけアッチ・コッチ・ソッチ                | 小林治（総）                                       | 本間道幸                            |                                 |
| 1991年 | 6月16日           | 満ちてくる時のむこうに                              | 鳥海永行                                           | 鈴木義瀧                            |                                 |
| 1991年 | 11月 - 1992年9月  | 丸出だめ夫                                          | 鴫野彰（総）                                       | 萩野賢                              |                                 |
| 1992年 | 10月 - 1994年3月  | ノンタンといっしょ                                  | 小林治                                             | 本間道幸                            |                                 |
| 1992年 | 10月 - 1995年1月  | 幽☆遊☆白書                                          | 阿部紀之                                           | 萩野賢                              |                                 |
| 1994年 | 4月 - 1995年3月   | とっても!ラッキーマン                               | 鍋島修                                             | 本間道幸                            |                                 |
| 1995年 | 1月 - 1996年2月   | NINKU -忍空-                                        | 阿部紀之                                           | 萩野賢                              |                                 |
| 1995年 | 4月 - 1996年3月   | ふしぎ遊戯                                          | 亀垣一                                             | 青木茂雄                            |                                 |
| 1996年 | 3月 - 1997年7月   | みどりのマキバオー                                  | 阿部記之                                           | 萩野賢                              |                                 |
| 1996年 | 4月 - 1997年1月   | はじめ人間ゴン                                      | 香川豊（総）                                       | 朴谷直治                            |                                 |
| 1996年 | 7月 - 1997年3月   | 赤ちゃんと僕                                        | 大森貴弘                                           | 深草礼子                            |                                 |
| 1997年 | 4月 - 9月         | はいぱーぽりす                                      | 大森貴弘                                           | 深草礼子                            |                                 |
| 1997年 | 5月 - 10月        | CLAMP学園探偵団                                     | 鍋島修                                             | 萩野賢                              |                                 |
| 1997年 | 7月 - 1998年7月   | 烈火の炎                                            | 阿部紀之                                           | 萩野賢                              |                                 |
| 1998年 | 4月 - 1999年9月   | たこやきマントマン                                  | 案納正美                                           | 押切直之                            |                                 |
| 1998年 | 4月 - 9月         | 魔法のステージファンシーララ                        | 大森貴弘                                           | 深草礼子                            |                                 |
| 1998年 | 4月 - 9月         | 南海奇皇                                            | 神谷純                                             | 朴谷直治                            |                                 |
| 1998年 | 10月 - 1999年6月  | どっきりドクター                                    | 水野和則                                           | 萩野賢                              |                                 |
| 1998年 | 11月 - 1999年3月  | よいこ                                              | 大森貴弘                                           | 池田泰弘                            |                                 |
| 1999年 | 1月 - 12月        | 小さな巨人ミクロマン                                | 阿部記之                                           | 萩野賢                              |                                 |
| 1999年 | 4月 - 9月         | 南海奇皇（第2期）                                   | 神谷純                                             | 朴谷直治                            |                                 |
| 1999年 | 4月 - 9月         | 天使になるもんっ!                                   | 錦織博                                             | 鈴木重裕                            |                                 |
| 1999年 | 4月 - 9月         | パワーストーン                                      | 大森貴弘                                           | 深草礼子                            |                                 |
| 1999年 | 6月 - 2000年9月   | GTO                                                 | 阿部記之                                           | 萩野賢                              |                                 |
| 1999年 | 7月 - 10月        | バーバパパ世界をまわる                              | 原征太郎                                           | 朴谷直治                            |                                 |
| 1999年 | 10月 - 2001年9月  | ぐるぐるタウンはなまるくん                          | 神谷純                                             | 押切万耀                            |                                 |
| 1999年 | 10月 - 2000年3月  | レレレの天才バカボン                                | 伊達勇登                                           | 萩野賢                              |                                 |
| 2000年 | 4月 - 2001年3月   | 幻想魔伝 最遊記                                     | 伊達勇登                                           | 朴谷直治                            |                                 |
| 2000年 | 4月 - 9月         | 妖しのセレス                                        | 亀垣一                                             | 三上孝一                            |                                 |
| 2000年 | 6月 - 9月         | OH!スーパーミルクチャン                             | 田中秀幸                                           | 高見正人                            |                                 |
| 2000年 | 10月 - 2001年3月  | 学校の怪談                                          | 阿部記之                                           | 萩野賢                              |                                 |
| 2001年 | 4月 - 2002年3月   | 超GALS!寿蘭                                         | 小林常夫                                           | 津野竜之輔                          |                                 |
| 2001年 | 4月 - 2003年8月   | 十二国記                                            | 小林常夫                                           | 本間道幸 押切万耀                   |                                 |
| 2001年 | 10月 - 2002年3月  | 旋風の用心棒                                        | 伊達勇登                                           | 萩野賢 朴谷直治                     |                                 |
| 2001年 | 10月 - 2003年3月  | ヒカルの碁                                          | 西澤晋 神谷純 えんどうてつや                       | 鈴木重裕                            |                                 |
| 2001年 | 11月              | こげぱん                                            | 小原秀一                                           | 萩野賢                              |                                 |
| 2002年 | 4月 - 9月         | 東京アンダーグラウンド                              | 伊達勇登                                           | 朴谷直治                            |                                 |
| 2002年 | 4月 - 2003年3月   | 東京ミュウミュウ                                    | 阿部記之                                           | 南喜長 福良啓                       |                                 |
| 2002年 | 10月 - 2007年2月  | NARUTO -ナルト-                                     | 伊達勇登                                           | 朴谷直治                            |                                 |
| 2003年 | 4月 - 9月         | E'S OTHERWISE                                       | 下田正美                                           | 鈴木重裕                            |                                 |
| 2003年 | 4月 - 2004年3月   | 探偵学園Q                                           | 阿部記之                                           | 萩野賢                              |                                 |
| 2003年 | 10月 - 2004年3月  | 最遊記RELOAD                                        | えんどうてつや                                     | 津野竜之輔                          |                                 |
| 2004年 | 4月 - 9月         | 最遊記RELOAD GUNLOCK                                | えんどうてつや                                     | 津野竜之輔                          |                                 |
| 2004年 | 4月 - 6月         | 美鳥の日々                                          | 小林常夫                                           | 松井将司                            |                                 |
| 2004年 | 10月 - 2012年3月  | BLEACH                                              | 阿部記之                                           | N/A                                 |                                 |
| 2005年 | 4月 - 6月         | 英國戀物語エマ                                      | 小林常夫                                           | 福良啓                              |                                 |
| 2005年 | 7月 - 2006年6月   | シュガシュガルーン                                  | ユキヒロマツシタ                                   | 小川文平 津野竜之輔                 |                                 |
| 2007年 | 2月 - 2017年3月   | NARUTO -ナルト- 疾風伝                              | 伊達勇登 コバヤシオサム 今千秋 渡部穏寛 むらた雅彦 | 朴谷直治 野崎慎太郎                 |                                 |
| 2007年 | 4月 - 2008年3月   | BLUE DRAGON                                         | ユキヒロマツシタ                                   | 津野竜之輔                          |                                 |
| 2008年 | 4月 - 2009年3月   | BLUE DRAGON 天界の七竜                              | ユキヒロマツシタ                                   | 津野竜之輔                          |                                 |
| 2009年 | 4月 - 2010年2月   | 花咲ける青少年                                      | 今千秋 亀垣一                                      | 津野竜之輔                          |                                 |
| 2011年 | 1月 - 4月         | レベルE                                             | 加藤敏幸                                           | 若松剛                              | 共同制作：david production      |
| 2012年 | 4月 - 2013年3月   | しろくまカフェ                                      | 増原光幸                                           | 松井将司                            |                                 |
| 2012年 | 4月 - 2013年3月   | NARUTO -ナルト- SD ロック・リーの青春フルパワー忍伝 | むらた雅彦 拙者五郎                                | 朴谷直治                            |                                 |
| 2012年 | 6月 - 2013年2月   | キングダム                                          | 神谷純                                             | 磯谷麻依子                          | 第1シリーズ                     |
| 2013年 | 6月 - 2014年3月   | キングダム                                          | 岩永彰                                             | 磯谷麻依子                          | 第2シリーズ                     |
| 2013年 | 10月 - 2014年6月  | ガイストクラッシャー                                | 高本宣弘                                           | 野崎慎太郎                          | 制作協力：ぴえろプラス          |
| 2014年 | 4月 - 9月         | ベイビーステップ                                    | むらた雅彦                                         | 朴谷直治                            |                                 |
| 2014年 | 4月 - 6月         | それでも世界は美しい                                | 亀垣一                                             | 松井将司                            |                                 |
| 2014年 | 6月 - 10月        | ガイストクラッシャー ゴッド編                       | 高本宣弘                                           | 野崎慎太郎                          | 制作協力：ぴえろプラス          |
| 2014年 | 7月 - 9月         | 東京喰種トーキョーグール                            | 森田修平                                           | 堀田哲史                            |                                 |
| 2014年 | 10月 - 2015年3月  | 暁のヨナ                                            | 米田和弘                                           | 富永禎彦                            |                                 |
| 2015年 | 1月 - 3月         | 東京喰種トーキョーグール√A                          | 森田修平                                           | 堀田哲史                            |                                 |
| 2015年 | 4月 - 9月         | ベイビーステップ（第2期）                           | むらた雅彦                                         | 朴谷直治                            |                                 |
| 2015年 | 10月 - 2016年3月  | おそ松さん                                          | 藤田陽一                                           | 富永禎彦                            |                                 |
| 2016年 | 1月 - 3月         | ディバインゲート                                    | 阿部記之                                           | 松井将司 川端信也                   |                                 |
| 2016年 | 4月 - 2017年3月   | 双星の陰陽師                                        | 田口智久                                           | 小松尚実                            |                                 |
| 2016年 | 7月 - 9月         | ツキウタ。 THE ANIMATION                            | 川崎逸朗                                           | 千葉真悟                            | 制作協力：studioぴえろ+         |
| 2016年 | 7月 - 2018年3月   | パズドラクロス                                      | 亀垣一                                             | 川端信也                            |                                 |
| 2016年 | 10月 - 12月       | 侍霊演武:将星乱                                     | 静野孔文（総） 渡部穏寛                            | 野崎慎太郎                          |                                 |
| 2017年 | 1月 - 3月         | エルドライブ【ēlDLIVE】                             | 古田丈司                                           | 松井将司 富永禎彦                   |                                 |
| 2017年 | 4月 - 2023年3月   | BORUTO-ボルト- NARUTO NEXT GENERATIONS              | 阿部記之 山下宏幸 藤井俊郎 甲田正行                | 町山晃一                            |                                 |
| 2017年 | 7月 - 9月         | コンビニカレシ                                      | 伊達勇登                                           | 小澤一由                            | 制作協力：studioぴえろ+         |
| 2017年 | 10月 - 2018年3月  | おそ松さん（第2期）                                 | 藤田陽一                                           | 富永禎彦                            |                                 |
| 2017年 | 10月 - 2021年3月  | ブラッククローバー                                  | 吉原達矢 種村綾隆                                  | 礒谷麻依子 小松尚実                 |                                 |
| 2017年 | 10月 - 12月       | DYNAMIC CHORD                                       | 影山楙倫                                           | 野崎慎太郎                          | 制作協力：studioぴえろ+         |
| 2018年 | 1月 - 3月         | サンリオ男子                                        | 工藤昌史                                           | 小澤一由                            | 制作協力：studioぴえろ+         |
| 2018年 | 4月 - 6月         | 東京喰種トーキョーグール:re                         | 渡部穏寛                                           | 熊谷侑也 清水修                     | 第3期、制作協力：studioぴえろ+  |
| 2018年 | 10月 - 12月       | 東京喰種トーキョーグール:re                         | 渡部穏寛                                           | 熊谷侑也 清水修                     | 最終章、制作協力：studioぴえろ+ |
| 2018年 | 4月 -             | パズドラ                                            | 亀垣一                                             | 川端信也 小越康之 松井将司 千葉真悟 |                                 |
| 2020年 | 4月 - 2021年10月  | キングダム（第3シリーズ）                           | 今泉賢一                                           | 小越康之                            | 共同制作：スタジオ サインポスト |
| 2020年 | 10月 - 12月       | アクダマドライブ                                    | 田口智久                                           | 富永禎彦                            |                                 |
| 2020年 | 10月 - 2021年3月  | おそ松さん（第3期）                                 | 藤田陽一                                           | 富永禎彦                            |                                 |
| 2022年 | 4月 - 10月        | キングダム（第4シリーズ）                           | 今泉賢一                                           | 小越康之                            | 共同制作：スタジオ サインポスト |
| 2022年 | 10月 - 12月       | BLEACH 千年血戦篇                                   | 田口智久                                           | N/A                                 |                                 |
| 2022年 | 10月 - 2023年3月  | クールドジ男子                                      | 今千秋                                             | 町山晃一                            |                                 |
| 2023年 | 7月 - 9月         | BLEACH 千年血戦篇-訣別譚-                           | 田口智久                                           | N/A                                 |                                 |
| 2024年 | 1月 - 3月         | キングダム（第5シリーズ）                           | 今泉賢一                                           | 小越康之                            | 共同制作：スタジオ サインポスト |
| 2024年 | 4月 - 9月         | 烏は主を選ばない                                    | 京極義昭                                           | 堀田哲史                            |                                 |
| 2024年 | 10月 - 12月       | BLEACH 千年血戦篇-相剋譚-                           | 田口智久（総） 村田光                              | N/A                                 | PIERROT FILMS                   |
| 2025年 | 7月 -             | おそ松さん（第4期）                                 | 小高義規                                           | N/A                                 | PIERROT FILMS                   |
| 2025年 | 10月 -            | キングダム（第6シーズン）                           | 今泉賢一                                           | 未公表                              | 共同制作：スタジオ サインポスト |
| 2026年 | 未公表            | 魔法の姉妹ルルットリリィ                            | 未公表                                             | 未公表                              |                                 |
| 2026年 | 未公表            | BLEACH 千年血戦篇-禍進譚-                           | 田口智久（総） 村田光                              | 未公表                              | PIERROT FILMS                   |
| 未公表 | 未公表            | BORUTO-ボルト- -NARUTO NEXT GENERATIONS-（第二部）  | 未公表                                             | 未公表                              |                                 |
| 未公表 | 未公表            | ブラッククローバー（2nd Season）                    | 未公表                                             | 未公表                              |                                 |

### 劇場アニメ
| 公開年 | タイトル                                                         | 監督                     |
| ------ | ---------------------------------------------------------------- | ------------------------ |
| 1982年 | ニルスのふしぎな旅 劇場版（未公開）                              | 鳥海永行 案納正美 押井守 |
| 1983年 | うる星やつら オンリー・ユー                                      | 押井守                   |
| 1984年 | うる星やつら2 ビューティフル・ドリーマー                         | 押井守                   |
| 1985年 | きまぐれオレンジ☆ロード（ジャンプフェスタ版）                    | 望月智充                 |
| 1987年 | バリバリ伝説                                                     | 上村修 池上誉優          |
| 1987年 | あいつとララバイ 水曜日のシンデレラ                              | 高橋資祐                 |
| 1988年 | きまぐれオレンジ☆ロード あの日にかえりたい                       | 望月智充                 |
| 1989年 | おそ松くん スイカの星からこんにちはザンス!                       | 鴫野彰                   |
| 1989年 | きまぐれオレンジ☆ロード もぎたてスペシャル                       | 吉永尚之 森健 中村孝一郎 |
| 1990年 | MAROKO 麿子                                                      | 押井守                   |
| 1991年 | 月光のピアス ユメミと銀のバラ騎士団                              | もりたけし               |
| 1993年 | 劇場版 幽☆遊☆白書                                                | 阿部紀之                 |
| 1994年 | 劇場版 幽☆遊☆白書 冥界死闘篇 炎の絆                              | 飯島正勝                 |
| 1996年 | 新きまぐれオレンジ☆ロード そして、あの夏のはじまり               | 湯山邦彦                 |
| 1999年 | 小さな巨人 ミクロマン 大激戦! ミクロマンVS最強戦士ゴルゴン       | 阿部記之                 |
| 2001年 | 劇場版 幻想魔伝 最遊記 Requiem 選ばれざる者への鎮魂歌            | 伊達勇登                 |
| 2003年 | 良寛さん                                                         | 案納正美                 |
| 2004年 | 劇場版 NARUTO -ナルト- 大活劇!雪姫忍法帖だってばよ!!             | 岡村天斎                 |
| 2005年 | 劇場版 NARUTO -ナルト- 大激突!幻の地底遺跡だってばよ             | 川崎博嗣                 |
| 2006年 | 劇場版 NARUTO -ナルト- 大興奮!みかづき島のアニマル騒動だってばよ | 都留稔幸                 |
| 2006年 | 劇場版BLEACH MEMORIES OF NOBODY                                  | 阿部記之                 |
| 2007年 | 劇場版 NARUTO -ナルト- 疾風伝                                    | 亀垣一                   |
| 2007年 | 劇場版BLEACH The DiamondDust Rebellion もう一つの氷輪丸          | 阿部記之                 |
| 2008年 | 劇場版 NARUTO -ナルト- 疾風伝 絆                                 | 亀垣一                   |
| 2008年 | 劇場版BLEACH Fade to Black 君の名を呼ぶ                          | 阿部記之                 |
| 2009年 | 劇場版 NARUTO -ナルト- 疾風伝 火の意志を継ぐ者                   | むらた雅彦               |
| 2010年 | 劇場版 NARUTO -ナルト- 疾風伝 ザ・ロストタワー                   | むらた雅彦               |
| 2010年 | 劇場版BLEACH 地獄篇                                              | 阿部記之                 |
| 2011年 | 鬼神伝                                                           | 川崎博嗣                 |
| 2011年 | 劇場版 NARUTO -ナルト- ブラッド・プリズン                        | むらた雅彦               |
| 2012年 | ROAD TO NINJA -NARUTO THE MOVIE-                                 | 伊達勇登                 |
| 2014年 | THE LAST -NARUTO THE MOVIE-                                      | 小林常夫                 |
| 2015年 | BORUTO -NARUTO THE MOVIE-                                        | 山下宏幸                 |
| 2019年 | えいがのおそ松さん                                               | 藤田陽一                 |
| 2022年 | おそ松さん〜ヒピポ族と輝く果実〜                                 | 小高義規                 |
| 2023年 | ブラッククローバー 魔法帝の剣                                    | 種村綾隆                 |
| 2023年 | おそ松さん〜魂のたこ焼きパーティーと伝説のお泊り会〜             | 山口ひかる               |

### OVA
| 発売年 | タイトル                                        | 備考                 |
| ------ | ----------------------------------------------- | -------------------- |
| 1983年 | ダロス                                          | -1984年              |
| 1984年 | 魔法の天使クリィミーマミ 永遠のワンスモア       |                      |
| 1984年 | 魔法の天使クリィミーマミラブリーセレナーデ      |                      |
| 1985年 | 魔法の天使クリィミーマミ ロング・グッドバイ     |                      |
| 1985年 | エリア88                                        | -1986年              |
| 1985年 | 炎トリッパー                                    |                      |
| 1986年 | バリバリ伝説                                    | -1987年              |
| 1986年 | クリィミーマミ ソングスペシャル2 カーテンコール |                      |
| 1986年 | 艶姿 魔法の三人娘                               |                      |
| 1986年 | 魔法のスターマジカルエミ 蝉時雨                 |                      |
| 1986年 | ジャスティ                                      |                      |
| 1986年 | ザ・超女                                        |                      |
| 1987年 | 魔女っ子クラブ4人組 A空間からのエイリアンX      |                      |
| 1987年 | 笑う標的                                        |                      |
| 1987年 | LILY-C.A.T.                                     |                      |
| 1988年 | ハーバーライト物語                              |                      |
| 1988年 | 沙羅曼蛇                                        |                      |
| 1989年 | バオー来訪者                                    |                      |
| 1989年 | 御先祖様万々歳!                                 | -1990年              |
| 1989年 | Hi-SPEED JECY                                   | -1990年              |
| 1989年 | きまぐれオレンジ☆ロード                         | -1991年              |
| 1990年 | おそ松くん イヤミはひとり風の中                 |                      |
| 1991年 | ここはグリーン・ウッド                          | -1992年              |
| 1991年 | シャコタン☆ブギ                                 | -1992年              |
| 1991年 | 江口寿史の寿五郎ショウ                          |                      |
| 1991年 | 恐怖新聞                                        |                      |
| 1991年 | うしろの百太郎                                  |                      |
| 1991年 | ユメミと銀のバラ騎士団                          |                      |
| 1992年 | あばしり一家                                    | 共同制作：東京キッズ |
| 1992年 | るり色プリンセス                                |                      |
| 1992年 | 永遠のフィレーナ                                | -1993年              |
| 1993年 | 今日から俺は!!                                  | -1997年              |
| 1994年 | KEY THE METAL IDOL                              | -1997年              |
| 1996年 | ソニック・ザ・ヘッジホッグ                      |                      |
| 1996年 | ぼくのマリー                                    |                      |
| 1997年 | 八雲立つ                                        |                      |
| 1998年 | 新・男樹                                        |                      |
| 1999年 | ときめきメモリアル                              |                      |
| 1999年 | てなもんやボイジャーズ                          |                      |
| 2002年 | 筋肉番付 金剛くんの大冒険!                      |                      |
| 2002年 | フロム I"s アイズ -もうひとつの夏の物語         | -2004年              |
| 2005年 | I"s Pure                                        | -2006年              |
| 2007年 | TAMALA ON PARADE                                |                      |
| 2008年 | テガミバチ〜光と青の幻想夜話〜                  |                      |
| 2018年 | ブラッククローバー オール魔法騎士感謝祭         |                      |

### Webアニメ
- HERO MASK（2018年）

### ゲーム
- TIZ -Tokyo Insect Zoo-（1996年、アニメーションパート）

### 制作協力
| 年     | タイトル                                                           | 制作元請                   | 備考         |
| ------ | ------------------------------------------------------------------ | -------------------------- | ------------ |
| 1992年 | 紅いハヤテ                                                         | 南町奉行所                 | 製作         |
| 2004年 | MEZZO -メゾ-                                                       | アームス                   | 製作         |
| 2007年 | 英國戀物語エマ 第二幕                                              | 亜細亜堂                   | 製作         |
| 2007年 | 最遊記RELOAD -burial-                                              | アームス                   | 制作・製作   |
| 2009年 | 夢色パティシエール                                                 | スタジオ雲雀               | 企画協力     |
| 2009年 | テガミバチ                                                         | studioぴえろ+              | 製作         |
| 2010年 | テガミバチ REVERSE                                                 | studioぴえろ+              | 製作         |
| 2010年 | 夢色パティシエールSP プロフェッショナル                            | スタジオ雲雀               | 製作         |
| 2011年 | べるぜバブ                                                         | studioぴえろ+              | 製作         |
| 2012年 | レジェンド・オブ・コーラ                                           | ニコロデオン               | 制作協力     |
| 2013年 | 凪のあすから                                                       | P.A.WORKS                  | 各話制作協力 |
| 2014年 | さばげぶっ！                                                       | studioぴえろ+              | 製作         |
| 2015年 | アルスラーン戦記                                                   | ライデンフィルム           | 各話制作協力 |
| 2016年 | 不機嫌なモノノケ庵                                                 | ぴえろプラス               | 製作         |
| 2018年 | 転生したらスライムだった件                                         | エイトビット               | 各話制作協力 |
| 2019年 | 群青のマグメル                                                     | ぴえろプラス               | 製作         |
| 2020年 | 織田シナモン信長                                                   | スタジオ サインポスト      | 制作         |
| 2020年 | number24                                                           | ピー・アール・エー         |              |
| 2021年 | プラチナエンド                                                     | シグナル・エムディ         | 製作         |
| 2022年 | うちの師匠はしっぽがない                                           | ライデンフィルム           | 製作         |
| 2022年 | 4人はそれぞれウソをつく                                            | スタジオフラッド           | 制作協力     |
| 2023年 | 柚木さんちの四兄弟。                                               | 朱夏                       | 製作         |
| 2024年 | 貼りまわれ！こいぬ                                                 | オペラハウス               | 制作         |
| 2024年 | 変人のサラダボウル                                                 | SynergySP スタジオコメット | 製作         |
| 2024年 | 夜桜さんちの大作戦                                                 | SILVER LINK.               | 製作         |
| 2024年 | ハズレ枠の【状態異常スキル】で最強になった俺がすべてを蹂躙するまで | Seven Arcs                 | 製作         |
| 2025年 | ハニーレモンソーダ                                                 | J.C.STAFF                  | 製作         |

## 関連人物

### アニメーター・演出家
- 朝井聖子
- 阿部記之
- 案納正美
- 石山タカ明
- 伊藤秀次
- 井上敦子
- 今木宏明
- 岩永彰
- うえだひでひと
- ウクレレ善似郎
- 宇佐美皓一
- 夘野一郎
- 遠藤麻未
- 遠藤正明
- 遠藤裕一
- 大竹紀子
- 大西雅也
- 大平晋也
- 吉田忠勝

- 大森貴弘
- 岡田敏靖
- 押井守
- 香川豊
- 片山一良
- 金塚泰彦
- 亀垣一
- 神谷純
- 河合滋樹
- 川崎博嗣
- 河原ゆうじ
- 岸義之
- 北山真理
- 久城りおん
- 楠本祐子
- 窪詔之
- 工藤昌史
- 熊谷雅晃
- 若林厚史

- 甲田正行
- 小木曽伸吾
- 小柴純弥
- 小林一三
- 小林常夫
- 今千秋
- 櫻井親良
- サトウシンジ
- サトウ光敏
- 清水恵子
- 清水義治
- 鴫野彰
- 下田正美
- 新房昭之
- 鈴木博文
- 鈴木陽子
- 高岡希一
- 高木弘樹
- 渡部高志

- 高橋資祐
- 高柳滋仁
- 多田雅治
- 伊達勇登
- 田中ちゆき
- 田中比呂人
- 辻美也子
- 都留稔幸
- 時矢義則
- 徳丸輝明
- 鳥海永行
- 豊島光子
- 中森良治
- 中山勝一
- 新留俊哉
- 西尾鉄也
- 新田靖成
- 二宮常雄

- 練木正宏
- 兵渡勝
- 深澤学
- 堀内博之
- まついひとゆき
- 松井祐子
- 松竹徳幸
- 水野和則
- 三原武憲
- 宮川治雄
- ムラオミノル
- むらた雅彦
- 森山雄治
- 藪野浩二
- 山下宏幸
- 山田起生
- 山田玲子
- ユキヒロマツシタ

### 制作
- 布川ゆうじ（創業者・初代代表取締役社長）
- 本間道幸（取締役会長・二代目代表取締役社長）
- 上田憲伯（三代目代表取締役社長）
- 逸見圭朗（代表取締役専務）
- 深草礼子
- 鈴木重裕
- 青木訓之
- 小澤一由
- 川端信也
- 田中奈都湖
- 富永禎彦

- 礒谷麻依子
- 津野竜之輔
- 高見正人
- 萩野賢
- 押切万耀
- 朴谷直治
- 萩原良輔
- 堀田哲史
- 町山晃一
- 福井洋平
- 杉浦美沙紀
- 松井将司
- 小松尚実

### その他
- 池田日出子
- 伊藤和典
- 今村美緒
- いわみみか。
- 大久保昌弘

- 杉澤英樹
- 田中秀人
- ときたひろこ
- 西香代子
- 宮田由佳
- 水越保

## 同社スタッフ・OBが独立・起業した会社

### 現在
- Seven Arcs（旧：アークトゥールス） - 演出の上村修が2000年に設立。
- スタジオガッツ - 制作の荒尾哲也が設立。
- フィール - 制作の瀧ヶ崎誠が2002年に設立。
- ノーマッド - 制作の小野達矢がマッドハウスを経て2003年に設立。
- スタジオブラン - 制作の江里口武志がセブン・アークスを経て2008年に設立。
- キャンディーボックス - アニメーターの朱暁が2012年に設立。
- 天狗 - 出身の福士直也が2013年に設立。

### 過去
- スタジオフラッグ - 制作の早坂哲也がジュニオ ブレイン トラストを経て1999年に設立。2008年にアニメーション制作事業より撤退し解散。
- REMIC - 制作の野澤勝彦が童夢のプロデューサーを経て設立。